# مناهضة المؤسسة

مناهضة المؤسسة هي رأي أو مُعتقد يعني معارضة المبادئ الاجتماعية والسياسية والاقتصادية التقليدية للمجتمع. استخدمت المجلة البريطانية نيو ستايتسمان هذا المصطلح لأول مرة بالمعنى الحديث في عام 1958، مُشيرةً إلى جدول أعمالها السياسي والاقتصادي. أما معاداة المؤسسة الحاكمة (أو الانشقاقية السياسية) فهي تعبير لفلسفة سياسية كهذه.

## مناهضة المؤسسة الحاكمة في أستراليا
يُشار إلى كل من حزب أستراليا المتحدة (حزب بالمر المتحد سابقًا) وحزب الأمة الواحدة الذي أنشأته بولين هانسون بأنهما حزبان مناهضان للمؤسسة الحاكمة الحاكمة.

## مناهضة المؤسسة الحاكمة في كندا
يُنظر إلى حزب الشعب الموجود في كندا على أنه حزب سياسي مناهض للمؤسسة الحاكمة. اتُّهم السياسي بيرناير من قبل سياسيين محافظين بارزين من بينهم رئيس الوزراء السابق ستيفن هاربر ومارتن مولروني بمحاولة تجزئة الحق السياسي. أجاب بيرناير باور آند بوليتكس بأنه رغب في التركيز على الناخبين غير الموالين موضحًا أن هناك 20% من السكان لا يُكلفون أنفسهم حتى بالتصويت لذلك سيجري حزبه مُناظرات بأن «القيادة والتكتل السياسي» لم يرغبا في انضمامه إليهما عندما كان عضوًا في الحزب.

## مناهضة المؤسسة الحاكمة في آيسلندا
يملك حزب القراصنة الآيسلندي حركة مناهضة للمؤسسة الحاكمة.

## مناهضة المؤسسة الحاكمة في الهند
في الهند، شهدت فترة ستينيات القرن العشرين ظهور مجموعة كُتّاب يطلقون على أنفسهم اسم «الجيل الجائع». كانوا أول من كتب عن مناهضة المؤسسة الحاكمة والثقافة المضادة في البنغال، إذ عارضوا الصوت الذي لفت انتباه الحكومة وقضايا المحكمة التي رُفعت ضدهم. من بين الأصوات الرئيسية المناهضة للمؤسسة الحاكمة في الأدب البنغالي، مالاي روي شودري، وسامر رويشودري، وسوبميال باساك، وفالغوني روي، وتريديب ميترا. مع ذلك، ما تزال حركة ليتل ماغ (المجلة الصغيرة) المناهضة للمؤسسة الحاكمة نشطةً في كل من بنغلاديش والبنغال الغربية.

## مناهضة المؤسسة الحاكمة في إيطاليا
تُعد حركة النجوم الخمسة (إم فايف إس) ورابطة الشمال حزبين مناهضين للمؤسسة الحاكمة. حصلت إم فايف إس تحت قيادة لويجي دي مايو على أغلب الأصوات في الانتخابات الإيطالية العامة لعام 2018 وشكلت المجاميع الكبرى في مجلس النواب ومجلس الشيوخ. حاز تحالف يمين الوسط الانتخابي تحت قيادة أمين رابطة الشمال ماتيو سالفيني على أغلبية المقاعد في كلا المجلسين. اتفقت حركة النجوم الخمسة ورابطة الشمال على تشكيل ائتلاف حكومي، ما أدى إلى تسلُّم جوزيبي كونتي منصب رئيس الوزراء مشكلًا الحكومة الخامسة والستين للجمهورية الإيطالية.
يُعد تحالف «السلطة للشعب» حركةً مناهضة للمؤسسة الحاكمة أيضًا، وهو تحالف انتخابي من اليسار إلى أقصى اليسار يضم العديد من الأحزاب، والمنظمات، والجمعيات، واللجان، والمراكز الاجتماعية. في بيانه الرسمي، يُوصف أعضاء تحالف «السلطة للشعب» بأنهم فئة «اجتماعية وسياسية، ومعادية لمبدأ عدم التدخل ومناوئة للرأسمالية، وشيوعية، واشتراكية، ومناصرة لحماية البيئة، ونسوية، وعلمانية، وسلامية، وليبرتارية، ويسارية جنوبية»، يهدفون كائتلاف إلى «إنشاء ديمقراطية حقيقية، من خلال الممارسات اليومية، وتجارب الحكم الذاتي، ومشاركة المعرفة، والمشاركة الشعبية». في الانتخابات العامة لعام 2018، حصلوا على 370,320 صوتًا لمجلس النواب (%1.13) و319,094 صوتًا منها لمجلس الشيوخ (%1.05) دون انتخاب أي ممثلين.

## مناهضة المؤسسة الحاكمة في المكسيك
اعتبر الناقدون انتخاب آندريس مانويل لوبيز أوبرادور رئيسًا للمكسيك عملًا مناهضًا للمؤسسة الحاكمة.

## مناهضة المؤسسة الحاكمة في المملكة المتحدة
في المملكة المتحدة، يُنظر إلى الأشخاص والمجاميع المناهضين للمؤسسة الحاكمة على أنهم هؤلاء الذين يجادلون أو يعملون ضد الطبقة الحاكمة. نظرًا إلى وجود كنيسة مؤسسة في إنجلترا، وطبقة بريطانية ملكية، وأرستقراطية، ومجلس أعلى غير منتخب في البرلمان مكون جزئيًا من النبلاء الوراثيين، تمتلك المملكة المتحدة مؤسسة حاكمة محددة بوضوح يتصدى لها الأشخاص والمجاميع المناهضين للمؤسسة الحاكمة. على وجه الخصوص، يستخدم أغلبية السكان أساليب الهجاء بشكل شائع للتقليل من احترام أولئك الأشخاص الذين يحكمونهم. من الأمثلة عن الهجاء البريطاني المناهض للمؤسسة الحاكمة فكاهة بيتر كوك وبين إلتون؛ وروايات مثل رومبول من بايلي؛ ومجلات مثل برايفيت آي؛ وبرامج التلفاز مثل سبيتينغ إيميج، وذات واز ذا ويك ذات واز، وذا بريزونرز. يمكن رؤية أفكار مناهضة للمؤسسة الحاكمة في روايات كُتّاب مثل ويل سلف.
عن طريق العمل في مجالي الفن والإعلام، أصبح الحد الفاصل بين السياسة والثقافة أقل وضوحًا، لذلك يصعب تصنيف الأشخاص مثل الرسام بانكسي على أنه مناهض للمؤسسة الحاكمة أم متصدٍّ للثقافة.